# A.C. Milan w sezonie 1973/1974

Klubowe barwy Milanu

Osiągnięcia i skład piłkarskiego zespołu A.C. Milan w sezonie 1973/74.

## Osiągnięcia
- Serie A: 7. miejsce
- Puchar Włoch: odpadnięcie w grupie półfinałowej
- Puchar Zdobywców Pucharów: porażka w finale
- Superpuchar Europy: porażka

## Podstawowe dane
- Oficjalna nazwa klubu: Associazione Calcio Milan
- Siedziba klubu: Via F. Turati 3
- Boisko: San Siro
- Prezes klubu:  Albino Buticchi
- Trener zespołu:  Nereo Rocco;  Cesare Maldini;  Giovanni Trapattoni
- Kapitan drużyny:  Gianni Rivera

## Skład zespołu
Bramkarze:
| Włochy | Pier Luigi Pizzaballa |
| Włochy | Villiam Vecchi        |

Obrońcy:
| Włochy | Angelo Anquilletti      |
| Włochy | Dario Dolci             |
| Włochy | Enrico Lanzi            |
| Włochy | Aldo Maldera            |
| Włochy | Giuseppe Sabadini       |
| Niemcy | Karl-Heinz Schnellinger |
| Włochy | Maurizio Turone         |
| Włochy | Giulio Zignoli          |

Pomocnicy:
| Włochy | Romeo Benetti      |
| Włochy | Franco Bergamaschi |
| Włochy | Ottavo Bianchi     |
| Włochy | Giorgio Biasiolo   |
| Włochy | Walter De Vecchi   |
| Włochy | Gianni Rivera      |
| Włochy | Ricardo Sogliano   |

Napastnicy:
| Włochy | Alberto Bigon      |
| Włochy | Luciano Chiarugi   |
| Włochy | Ilario Frank       |
| Włochy | Carlo Tresoldi     |
| Włochy | Alessandro Turini  |
| Włochy | Francesco Vincenzi |